# Franz Xaver Arnold
Franz Xaver Arnold (* 10. September 1898 in Aichelau; † 21. Januar 1969 in Tübingen) war ein katholischer Theologe und Religionswissenschaftler.

## Biografie
Franz Xaver Arnold studierte nach dem Abitur katholische Theologie. Nach der Priesterweihe und seiner Promotion zum Dr. theol. war er von 1923 bis 1926 Vikar in Reutlingen und als Präzeptorkaplan in Biberach an der Riß tätig. Danach war er bis 1927 in Stuttgart Studienassessor und Vikar. Von 1928 bis 1932 wirkte er in Horb am Neckar als Studienassessor und Repetent am Wilhelmsstift in Tübingen. Hier war er anschließend von 1932 bis 1936 Studentenpfarrer und begann 1936 an der Eberhard Karls Universität Tübingen als Privatdozent für Moraltheologie zu habilitieren. Schon 1937 wurde er hier außerordentlicher Professor und 1946 dann schließlich an der Universität Tübingen zum Ordinarius für Pastoraltheologie, Moraltheologie, Sozialethik, Liturgik und Religionspädagogik berufen. Von 1954 bis 1955 hatte er das Amt des Rektors der Universität Tübingen inne und emeritierte 1966.
Arnold war Mitglied der Theologengesellschaft Danubia Tübingen sowie Ehrenmitglied der katholischen Studentenverbindung KStV Alamannia Tübingen im KV.
Der spätere Papst Benedikt XVI., damals Professor Joseph Ratzinger, hielt in Aichelau die Trauerfeier für ihn – aufgrund seiner Verbundenheit zum früheren Leiter der Theologischen Fakultät der Universität Tübingen.

## Verdienste
Laut Munzinger-Archiv hat Arnold einen wichtigen Beitrag dazu geleistet, dass die noch junge Wissenschaftsdisziplin der Pastoraltheologie einerseits streng wissenschaftlich und andererseits zeitnah und lebendig betrieben wurde.

## Veröffentlichungen (Auswahl)
- Die Staatslehre des Kardinals Bellarmin. Ein Beitrag zur Rechts- und Staatsphilosophie des konfessionellen Zeitalters. Hueber, München 1934 (Dissertation Universität Tübingen).
- Zur Frage des Naturrechts bei Martin Luther. Ein Beitrag zum Problem der natürlichen Theologie auf reformatorischer Grundlage. Hueber, München 1937 (Habilitationsschrift Universität Tübingen).
- Das Prinzip des Gott-menschlichen und seine Bedeutung für die Seelsorge. Bader, Rottenburg 1942.
- Zur christlichen Lösung der sozialen Frage. Schwabenverlag, Stuttgart 1947.
- Dienst am Glauben. Das vordringlichste Anliegen der heutigen Seelsorge. Herder, Freiburg 1948.
- Grundsätzliches und Geschichtliches zur Theologie der Seelsorge. Herder, Freiburg 1949 (2., erw. Aufl. u.d.T.: Pastoraltheologische Durchblicke. 1965).
- Die Frau in der Kirche. Glock und Lutz, Nürnberg 1949.
- Das Mitbestimmungsrecht im Lichte christlicher Soziallehre. Schwabenverlag, Stuttgart 1951.
- Glaubensverkündigung und Glaubensgemeinschaft. Beiträge zur Theologie der Verkündigung, der Pfarrei und des Laientums. Patmos-Verlag, Düsseldorf 1955.
- Seelsorge aus der Mitte der Heilsgeschichte. Pastoraltheologische Durchblicke. Herder, Freiburg 1956.
- Mann und Frau in Welt und Kirche. 2. Aufl. Glocker und Lutz, Nürnberg 1959.
- Der Laie in der Liturgie. Auer, Donauwörth 1960.
- Sexualität und Menschenwürde. 2. Aufl. Auer, Donauwörth 1960.
- Wort des Heils als Wort in die Zeit. Gesammelte Reden und Aufsätze. Paulinus-Verlag, Trier 1961.
- (Hrsg.): Handbuch der Pastoraltheologie. Mehrere Bände. Herder, Freiburg 1964–1972.

Festschrift
- Theodor Filthaut (Hrsg.): Verkündigung und Glaube. Festgabe für Franz X. Arnold. Herder, Freiburg 1958.